# 江西科技学院
江西科技学院（英語：Jiangxi University of Technology），原名江西蓝天学院，是江西省南昌市的一所综合性民办普通高等学校。江西科技学院举办者和广东白云学院举办者合作成立的中国教育集团控股有限公司为学校所属法人。

## 历史
1994年，江西省高级职业学校成立。
1996年，更名为江西东南进修学院。
1999年，纳入国家统招普通高校，更名为蓝天职业技术学院。
2005年，经教育部和江西省人民政府批准，升格为本科院校，定名为江西蓝天学院。
2012年2月20日，更名为江西科技学院。

## 现状

### 学院专业
学校现有14个二级学院和理学教学部，开设了本科专业51个和专科专业35个。

### 校园
学校现有一个校区及一个附属分部，京东校区分部为1994年所建，瑶湖校区为2003年所建。附属中小学在京东校区，统招本专科在瑶湖校区。

### 董事长
于果 ：第九、十、十一届全国人大代表，全国工商联执委、全国青联常委、中国民办教育协会副会长，江西省工商联副主席，江西省青联副主席，江西民办教育协会会长；荣获全国劳动模范、中国十大杰出青年等。

## 学校荣誉
2007年以来，学校连续蝉联“中国民办大学排行榜”榜首，先后多次荣获“江西省普通高等院校毕业生就业先进集体”、“全国‘五四’红旗团委”、“全国高等教育自学考试先进集体”、“全国职业教育先进单位”、“全省大学生思想政治教育工作先进集体”、“江西省园林单位”、“江西十大和谐校园”等称号。